# Psittacara maugei
La aratinga de Puerto Rico (Psittacara maugei) es una especie extinta de ave psitaciforme de la familia Psittacidae que era endémica de la isla de Mona y posiblemente de Puerto Rico.

## Descripción
Era similar a la aratinga de La Española (P. chloropterus), y antes de su extinción, durante un tiempo fue considerada subespecie de esta. Sus plumas eran de un verde más apagado y las marcas rojas en el ala eran más extensas.

## Extinción
El último avistamiento del ave fue en 1882, por W. W. Brown, quien recolectó el espécimen que ahora reside en el museo Field de Chicago. La fecha de su extinción no está clara, se dijo que todavía existía en 1905, pero se informó que ya estaba extinta en 1950. Se cree que la caza por los humanos fue la causa principal de su extinción. James Bond notó que el ave aparentemente no tenía miedo a los disparos, por lo que era particularmente vulnerable a la caza. Bond atribuyó la extinción a la gran cantidad de cazadores de palomas que viajaban a la isla Mona. La deforestación de la isla también puedo haber jugado un papel importante.
Tres especímenes del ave existen en la actualidad, uno en el museo Field, el Nationaal Natuurhistorisch Museum de Leiden y el Muséum National d'Histoire Naturelle en París, poseen una piel cada uno. Aunque se cree que la especie también pudo haber existido en Puerto Rico, todos los especímenes existentes se recolectaron en la isla Mona. El espécimen en el Muséum National d'Histoire Naturelle de París es el holotipo.